# دار سك العملة في سان فرانسيسكو
دار سك العملة في سان فرانسيسكو (بالإنجليزية: San Francisco Mint) هي فرع من دار سك العملة في الولايات المتحدة. تم افتتاحها في عام 1854 لخدمة مناجم الذهب في ولاية كاليفورنيا خلال فترة حمى الذهب.